# Roberto Calvi
Roberto Calvi, italijanski bankir in prostozidar, * 13. april 1920, Milano, † 17. junij 1982, London.